# Microparacaryum intermedium
Microparacaryum intermedium là loài thực vật có hoa trong họ Mồ hôi. Loài này được (Fresen.) Hilger & Podl. mô tả khoa học đầu tiên năm 1985.